# 브레시아두에역
브레시아두에 (Bresciadue) 역은 이탈리아 북부 브레시아의 브레시아 지하철에 속한 역이다.
브레시아두에 역은 여러 기업 본사와 사무단지가 밀집한 구역 내에 위치해 있으며 텔레콤 이탈리아와 UBI 은행 본사, 그리고 이탈리아에서 가장 큰 건물 중 하나인 크리스탈 팰리스와 가깝다.

## 시설
이 역에는 다음과 같은 시설이 있다.
- 매표기

## 환승
- 버스 정류장